# Corpman (cràter)
Corpman és un cràter d'impacte en el planeta Venus de 46 km de diàmetre. Porta el nom d'Elizabeth Hevelius (1647-1693), astrònoma polonesa, i el seu nom va ser aprovat per la Unió Astronòmica Internacional el 1994.